# 川添堯彬
川添 堯彬（かわぞえ たかよし、1942年1月 - ）は、日本の歯学者・歯科医師。大阪歯科大学理事長、学長。日本口腔インプラント学会理事長、元日本補綴歯科学会会長（第29代）、元日本顎頭蓋機能学会（現日本口腔リハビリテーション学会）会長。

## 経歴
1966年に大阪歯科大学、1970年に同大学院を卒業後、大阪歯科大学助手、講師、岐阜歯科大学助教授、大阪歯科大学教授を経て2007年から現職。
1970年に大阪歯科大学より歯学博士の学位を得る。論文の題は「下顎安静位の運動学的研究 」。
2022年に旭日中綬章受章。

## 所属学会
- 日本歯学系学会協議会 常任理事[5]
- 日本口腔インプラント学会 理事長[6]、指導医[7]、専門医[7]
- 日本補綴歯科学会 元会長（第29代）[8]、指導医、専門医[9]
- 日本顎頭蓋機能学会 元会長[10]
- 日本歯科医学教育学会 理事[11]
- 日本歯科医療管理学会 理事[12]
- 日本歯科審美学会 理事[13]、認定医[14]
- 日本顎口腔機能学会 理事[1]
- 日本歯科色彩学会 理事[15]
- 日本顎関節学会 評議員[1]
- 日本接着歯学会 評議員[16]、認定医[17]
- 国際歯科研究学会日本部会 元理事[1]、フェロー
- International Association for Dental[1]
- 歯科医療研修振興財団 監事[18]
- 医療系大学間共用試験実施評価機構 理事[19]
- 日本私立大学協会 理事[20]

## 著書
- 石橋寛二、川添堯彬、川和忠治、福島俊士、三浦宏之、矢谷博文『クラウンブリッジ補綴学』（第4版）医歯薬出版、2009年2月20日。ISBN 978-4-263-45626-2。
- 川添堯彬 他 著、三浦宏之、宮﨑隆 編『最新CAD/CAMレストレーション クラウン・ブリッジ＆インプラントの臨床』医歯薬出版〈隔月刊「補綴臨床」別冊〉、2008年11月25日。
- 川添堯彬 他 著、石橋寛二、伊藤裕、川和忠治、寺田善博、福島俊士、三浦宏之 編『クラウンブリッジテクニック』医歯薬出版、2008年9月20日。ISBN 978-4-263-45623-1。
- 川添堯彬 他 著、佐々木啓一、三浦宏之 編『生体本位の実践・咬合技工 ラボサイドで活かす咬合理論と咬合器操作』医歯薬出版〈月刊「歯科技工」別冊〉、2007年12月20日。
- 川添堯彬 他 著、日本顎口腔機能学会 編『よくわかる顎口腔機能 咀嚼・嚥下・発音を診査・診断する』医歯薬出版、2005年7月20日。ISBN 978-4-263-44196-1。
- 川和, 忠治、福島, 俊士、川添, 堯彬 ほか 編『クラウンブリッジ補綴学』（第3版）医歯薬出版。ISBN 978-4-263-45569-2。
- 五十嵐, 孝義、村岡, 秀明、渡辺, 隆史 ほか 編『補綴を健康にする80のいろいろ』デンタルダイヤモンド社〈デンタルダイヤモンド増刊号〉、2003年7月1日。ISBN 978-4885109201。
- 監修 平沼謙二、丸山, 剛郎、岩久, 正明 編『歯科審美学　基礎編』永末書店、2002年10月31日。ISBN 978-4-8160-1120-7。
- 『インプラント評価基準の新しいコンセンサス トロント会議の全容』監訳 赤川安正、クインテッセンス出版、2001年7月10日。ISBN 978-4-87417-692-4。
- 柏木宏介、川添堯彬 著「I編 基本（初期）治療 2スプリント療法により治療した症例 症例4 咬合調整により治療した症例、症例5 理学療法を併用して治療した症例」、細井, 紀雄、川和, 忠治; 五十嵐, 順正 ほか 編『カラーアトラス 咬合・咀嚼障害の臨床 症例別にみた歯科補綴学的対応』医歯薬出版、東京都文京区、2001年1月、18-21頁。ISBN 978-4-263-40456-0。
- 上田直克、川添堯彬 著「II編 歯冠・歯の欠損に対する治療-クラウン・ブリッジ 1歯冠の欠損に対する治療 1)前歯に対する治療 症例5 歯頸部の位置が異なる症例」、細井, 紀雄、川和, 忠治; 五十嵐, 順正 ほか 編『カラーアトラス 咬合・咀嚼障害の臨床 症例別にみた歯科補綴学的対応』医歯薬出版、東京都文京区、2001年1月、52-53頁。ISBN 978-4-263-40456-0。
- 安田俊治、川添堯彬 著「II編 歯冠・歯の欠損に対する治療-クラウン・ブリッジ 2歯の欠損に対する治療 1)前歯の欠損に対する治療 症例3 接着ブリッジにより対応した症例」、細井, 紀雄、川和, 忠治; 五十嵐, 順正 ほか 編『カラーアトラス 咬合・咀嚼障害の臨床 症例別にみた歯科補綴学的対応』医歯薬出版、東京都文京区、2001年1月、74-75頁。ISBN 978-4-263-40456-0。
- 水木, 信之、井汲, 憲治、川添, 堯彬 ほか 編『インプラント・シミュレーションの臨床 SIM / Plant の応用』クインテッセンス出版、1999年1月10日。ISBN 978-4-87417-605-4。
- 横塚, 繁雄、内山, 洋一、川添, 尭彬 ほか 編『ハイブリッドセラミックス 新しい歯冠修復の臨床』医歯薬出版、1998年9月。ISBN 978-4-263-45421-3。
- R.G.Jagger、J.F.Bates、S.Kopp『エッセンシャル顎関節機能障害』訳 川添堯彬、田中昌博、第一歯科出版、1998年8月。ISBN 978-4924858183。
- 石橋克禮、川添堯彬 他 著、岡達、藍稔 編『顎関節症のとらえ方と対応の仕方 診断と治療の実際』日本歯科評論、1998年7月。ISBN 4-930881-53-6。
- 小野瀬英雄、黒﨑紀正、川添堯彬、野首孝祠、野間弘康、古屋英毅、横田誠 編『歯科臨床研修マニュアル』医歯薬出版、1997年4月。ISBN 978-4-263-45364-3。
- 川添堯彬 他 著、坂東, 永一、三谷, 英夫; 上村, 修三郎 ほか 編『アドバンスシリーズ〔2〕顎機能障害 新しい診断システムと治療指針』医歯薬出版、1993年12月。ISBN 978-4-263-45162-5。
- 石橋寛二、岸正孝、長岡英一、宮田孝義、川添尭彬、長尾正憲、平井敏博『歯科補綴学』医歯薬出版〈歯科衛生士教本〉、1993年4月。ISBN 978-4-263-42732-3。
- 中沢, 勇、羽賀, 通夫、川添, 堯彬 他 編『カラーアトラス 補綴の予後〔II〕　クラウン･ブリッジ編』医歯薬出版、1993年4月。ISBN 978-4263406564。
- 川添, 堯彬、川和, 忠治、森本, 俊文 編『生理的咬合へのアプローチ』医歯薬出版〈歯界展望 別冊〉、1992年8月。
- 石岡, 靖、小林, 義典、長谷川, 成男 ほか 編『顎口腔機能分析の基礎とその応用 ME機器をいかに臨床に活かすか』デンタルダイヤモンド社、1991年。
- 川添堯彬、西村文夫、岸本満雄 他『脱落・破折の生じない支台築造法』第一歯科出版、1989年9月。
- N.R.Arnold『咬合治療マニュアル』監訳 川野襄二 訳 川添堯彬、医歯薬出版、1977年9月。ASIN B000J8SZDM。
- R.Huffman『咬合　その原則と実際』訳 五十嵐孝義、川添堯彬、山下敦、医歯薬出版、1974年7月。